# 犬塚 愛 One on One Collaboration
『犬塚 愛 One on One Collaboration』（いぬつか あい ワン・オン・ワン・コラボレーション）は、大塚愛の1枚目のリミックス・アルバム。2021年2月3日にavex traxより発売された。

## 概要
公式に 「リメイク・アルバム 」と呼ばれ、2020年8月から連続配信してきたリミックス曲を集めたアルバム。
アルバムタイトルは言葉遊びを含んだネーミングであり、リメイク制作陣による「渾身の一手」を「一筆」と解釈して、大塚愛を"犬"塚愛と1点加え、大塚の楽曲1曲1曲と制作陣がそれぞれ向き合って「One on One」していることを反映させたものである。アルバムのテーマである「One on One」にちなんで、音の響きが似ている「ワン on ワン」を活かす形で、大塚愛は自身の愛犬をアルバムジャケットに起用することを決めた。
2025年3月26日、アナログレコードとして再発売された。

## チャート成績
オリコン週間アルバムランキングで初登場68位を獲得。

## 収録曲
| 全作詞・作曲: AIO。 |                                                   |           |            |                   |      |
| #                   | タイトル                                          | 作詞      | 作曲・編曲 | リミキサー        | 時間 |
| 1.                  | 「黒毛和牛上塩タン焼680円」(maeshima soshi Remix) | AIO       | AIO        | maeshima soshi    | 3:57 |
| 2.                  | 「妄想チョップ」(ケンモチヒデフミ Remix)          | AIO       | AIO        | ケンモチヒデフミ  | 3:50 |
| 3.                  | 「さくらんぼ」(Kan Sano Remix)                    | AIO       | AIO        | Kan Sano          | 3:58 |
| 4.                  | 「金魚花火」(ANIMAL HACK Remix)                   | AIO       | AIO        | ANIMAL HACK       | 3:55 |
| 5.                  | 「桃ノ花ビラ」(mabanua Remix)                     | AIO       | AIO        | mabanua           | 4:15 |
| 6.                  | 「PEACH」(Tomggg Remix)                           | AIO       | AIO        | Tomggg            | 3:20 |
| 7.                  | 「SMILY」(Lucky Kilimanjaro Remix)                | AIO       | AIO        | Lucky Kilimanjaro | 2:19 |
| 8.                  | 「君フェチ」(春野 Remix)                          | AIO       | AIO        | 春野              | 4:06 |
| 9.                  | 「Chime」(AmPm Remix)                             | AIO       | AIO        | AmPm              | 4:06 |
| 10.                 | 「ユメクイ」(SASUKE Remix)                        | AIO       | AIO        | SASUKE            | 5:54 |
| 合計時間:           | 合計時間:                                         | 合計時間: | 39:40      |                   |      |